# Acrapex ignota
Acrapex ignota är en fjärilsart som beskrevs av Emilio Berio 1973. Acrapex ignota ingår i släktet Acrapex och familjen nattflyn. Inga underarter finns listade i Catalogue of Life.